# Tommy (serial telewizyjny)
Tommy – amerykański serial telewizyjny (dramat kryminalny,) wyprodukowany przez Atelier Paul Attanasio, Amblin Television, Universal Television oraz CBS Television Studios, którego twórcą jest  Paul Attanasio. Serial był emitowany od 6 lutego 2020 roku do 7 maja 2020 roku przez CBS
Fabuła serialu opowiada o pracy Abigail "Tommy" Thomas, która została pierwszą kobietą powołaną na komisarza policji w Los Angeles.

## Obsada

### Główna
- Edie Falco jako Abigail "Tommy" Thomas[2]
- Michael Chernus jako  Ken Rosey[3]
- Adelaide Clemens jako  Blake Sullivan[4]
- Russell G. Jones jako Donn Cooper[4]
- Olivia Lucy Phillip jako  Kate Jones[4]
- Vladimir Caamaño jako Abner Diaz[5]
- Joseph Lyle Taylor jako Doug Dudik[6]
- Thomas Sadoski jako Buddy Gray[7]

### Role drugoplanowe
- Tonye Patano jako pani Gates
- Luke Jones jako Henry
- Naledi Murray jako  Luna
- Kurt Uy jako  Joe Kang
- Matt Dellapina jako Vincent Siano
- Katrina Lenk jako  Kiley Mills
- Sasha Diamond jako  Ashley Kim

## Odcinki
| #  | Tytuł                            | Reżyseria          | Scenariusz                     | Premiera w CBS   |
| -- | -------------------------------- | ------------------ | ------------------------------ | ---------------- |
| 1  | In Dreams Begin Responsibilities | Kate Dennis        | Paul Attanasio                 | 6 lutego 2020    |
| 2  | There Are No Strangers Here      | PJ Pesce           | Tom Szentgyorgyi               | 13 lutego 2020   |
| 3  | Lifetime Achievement             | Christine Moore    | Jill Blotevogel                | 20 lutego 2020   |
| 4  | 19 Hour Day                      | Geary McLeod       | Stephen Belber                 | 27 lutego 2020   |
| 5  | To Take a Hostage                | Brendan Walsh      | Lucy Teitler                   | 5 marca 2020     |
| 6  | The Ninth Girl                   | Ed Ornelas         | Carl Capotorto                 | 12 marca 2020    |
| 7  | Vic                              | Christine Moore    | Margaret Rose Lester           | 2 kwietnia 2020  |
| 8  | The Swatting Game                | Melanie Mayron     | Christina Anderson             | 9 kwietnia 2020  |
| 9  | Free to Go                       | Sarah Pia Anderson | Jill Blotevogel                | 16 kwietnia 2020 |
| 10 | Packing Heat                     | Adam Arkin         | Stephen Belber                 | 23 kwietnia 2020 |
| 11 | This Is Not a Drill              | Eric Laneuville    | Carl Capotorto, Lucy Teitler   | 30 kwietnia 2020 |
| 12 | Cause of Death                   | Scott Ellis        | Chris Kappel, Tom Szentgyorgyi | 7 maja 2020      |

## Produkcja
W lutym 2019 roku ogłoszono obsadę główną serialu, do której dołączyli: Edie Falco, Michael Chernus, Adelaide Clemens, Russell G. Jones  oraz  Olivia Lucy Phillip.
W kolejnym miesiącu poinformowano, że Joseph Lyle Taylor otrzymał rolę jako Doug Dudik.
10 maja 2019 roku stacja CBS zamówiła serial na sezon telewizyjny 2019/2020.
W sierpniu 2019 roku obsada serialu powiększyła się o  Thomasa Sadoskiego i Vladimira Caamaño.
Na początku maja 2020 roku stacja CBS poinformowała o skasowaniu serialu.